# Pauline Dreyfus
Pour les articles homonymes, voir Dreyfus.
Pauline Dreyfus, née le 19 novembre 1969, est une écrivaine française .

## Biographie
Pauline Dreyfus est la fille de l'avocat et député-maire socialiste Tony Dreyfus et de sa femme Françoise Fabre-Luce (propriétaire du château de la Rivière à Thomery et fille de l'écrivain et journaliste Alfred Fabre-Luce, un proche de Paul Morand).
Elle publie en 2009 un ouvrage consacré à Robert Badinter. Puis en 2013, elle obtient  le prix des Deux Magots pour Immortel, enfin, consacré à Paul Morand élu à l'Académie française. C'est alors la première fois que ce prix est décerné à l'unanimité par le jury.
Elle a écrit plusieurs autres biographies, en 2020 à nouveau sur Paul Morand, sur Valéry Giscard d'Estaing et l'affaire des diamants en 2022, et en 2023 sur Colette qui fréquentait la maison de ses grands-parents maternels près de Fontainebleau,.

## Œuvres
- Le père et l'enfant se portent bien, éditions Jean-Claude Lattès, 2003, 163 p. (ISBN 2-7096-2395-1)
- Robert Badinter, l'épreuve de la justice, Boulogne-Billancourt, Éditions du Toucan, 2009, 364 p. (ISBN 978-2-8100-0312-9)
- Immortel, enfin : roman, Paris, éditions Grasset, 2012, 228 p. (ISBN 978-2-246-78925-3)[8] – Prix des Deux Magots, 2013[9]
- Ce sont des choses qui arrivent, éditions Grasset, 2014  (ISBN 978-2-246-85260-5) – Prix Mémoire Albert-Cohen 2015[10]
- Le Déjeuner des barricades, éditions Grasset, 2017, 232 p.  (ISBN 9782246813477) – Prix du Salon du Livre de Chaumont 2018
- Paul Morand, éditions Gallimard, coll. « NRF Biographies », 2020, 482 p. – Prix Goncourt de la biographie[11] et prix de la biographie de l'Académie française 2021
- Le Président se tait, éditions Grasset, 2022, 252 p.  (ISBN 978-2-246-82578-4)[5]
- Ma vie avec Colette, Gallimard, 2023, 150 p.  (ISBN 978-2-072-99080-9)[6],[7]